# 부더이 라슬로

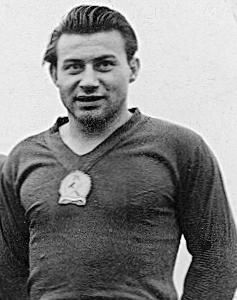

라즐로 부다이(영어: Laszlo Budai)는 헝가리의 축구선수로, 포지션은 공격수이다.